# Der er en yndig mand
Pour plus de détails, voir Fiche technique et Distribution.
Der er en yndig mand est un court métrage danois réalisé par Martin Strange-Hansen (da) et sorti en 2002. 
Il a remporté l'Oscar du meilleur court métrage en prises de vues réelles en 2003.

## Fiche technique
- Titre original : Der er en yndig mand
- Titre anglais : This Charming Man
- Réalisation : Martin Strange-Hansen (da)
- Musique : Flemming Nordkrog
- Image : Kim Hattesen
- Montage : Mahi Rahgozar
- Date de sortie : 2 octobre 2002

## Distribution
- Martin Buch : Lars Hansen; El Hassan
- Camilla Bendix : Ida
- Farshad Kholghi : Omid
- Martin Hestbæk : Niels
- Michel Castenholt : Pelle
- Niels Martin Eriksen : Magnus
- Anette Støvelbæk
- Thomas Baldus
- Cecilie Thomsen

## Nominations et récompenses
- 2003 : Oscar du meilleur court métrage en prises de vues réelles[1]